# Снарський Олег Володимирович
Олег Володимирович Снарський (нар. 15 квітня 1923, Київ — 2015) — український графік; член Спілки радянських художників України з 1962 року.

## Біографія
Народився 15 квітня 1923 року в місті Києві (нині Україна). Упродовж 1941—1944 років навчався у Інституті живопису, скульптури та архітектури імені Іллі Рєпіна у Ленінграді. Також його педагогами були Іларіон Плещинський, Антон Середа. Член ВКП(б) з 1945 року.
Жив у Києві в будинку на вулиці Актюбінській, № 8/2, квартира № 49 та вулиці Басейній, № 13, квартра № 5.

## Творчість
Працював в галузях книжкової й промислової графіки, плаката. Серед робіт:
поштові марки
- серія «Тарас григорович Шевченко» (1958);
- поштові марки України (1992—2000):
  - Перша річниця незалежності України. Державний Герб та Державний Прапор України (1992)[3];
  - Давні герби земель України. Закарпаття (1997)[4];

плакати
- «XXXVIII роковини Великої Жовтневої соціалістичної революції» (1955);
- «Міжнародна виставка приладів» (1960);
- «Нас осіняє ленінське знамено» (1965);

оформив книги
- «Олександр Олександрович Мурашко» (1959);
- «Катерина Василівна Білокур» (1959);
- «Львівський портрет XVI—XVIII століть» (1966);
- «Думи», «Цар Едіп», «Кобзар», «Шрифти» (1979—1984).

Автор альбому-посібника «Шрифт — художникам реклами, графікам, оформлювачам» (1969).